# Wasserkirche

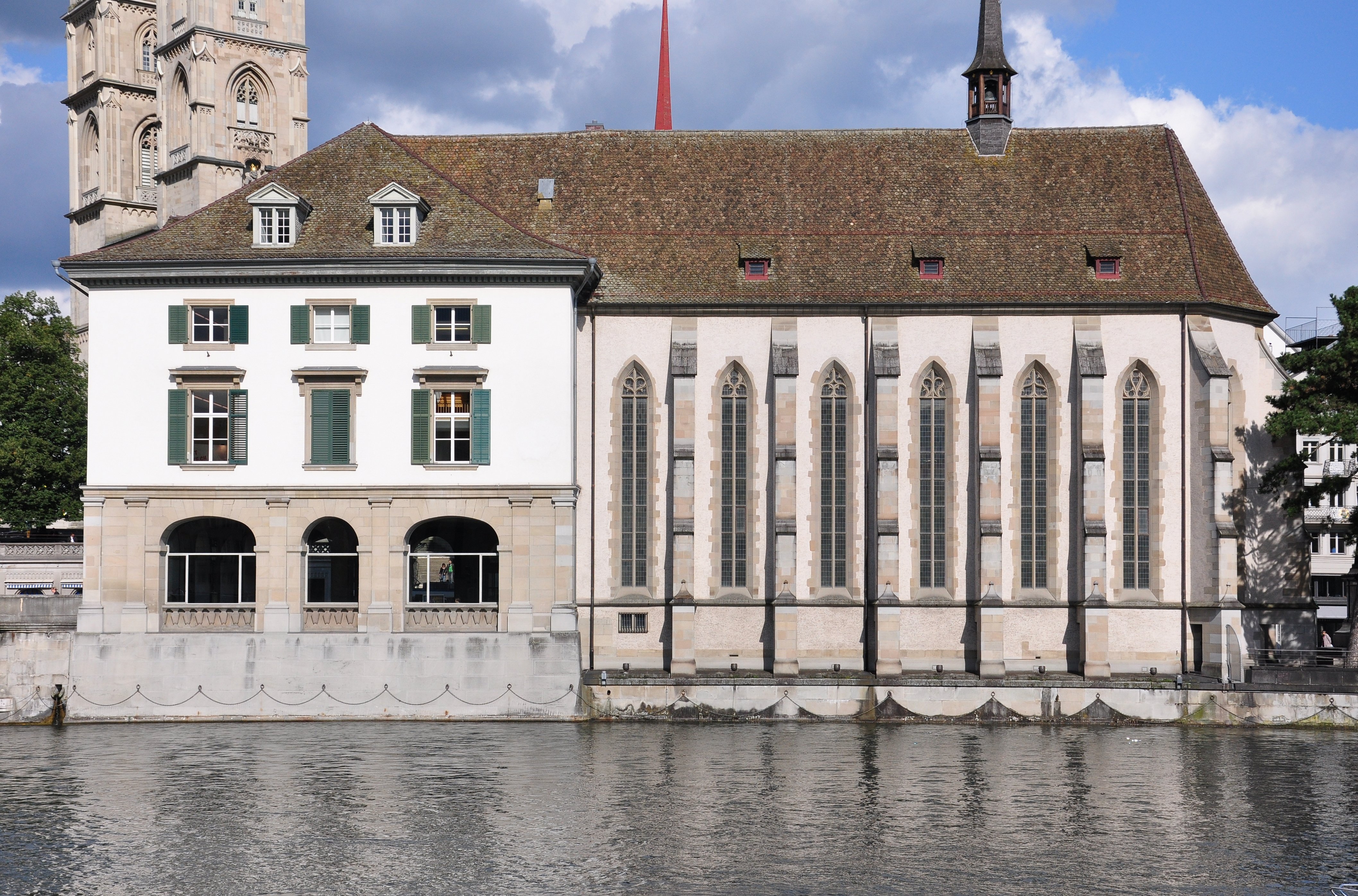
Wasserkirche mit angebautem Helmhaus links

Die Wasserkirche ist eine Kirche am rechten Ufer der Limmat in der Altstadt in der Schweizer Stadt Zürich.
Ursprünglich stand die Kirche auf einer kleinen Insel in der Limmat, woraus der Name herkommt. Heute wird die Kirche nur noch auf einer Seite von der Limmat begrenzt, da bei der Aufschüttung des Limmatquais die Insellage zerstört wurde. Vor der Reformation spielte die Wasserkirche eine wichtige Rolle für die Verehrung der Zürcher Stadtheiligen Felix und Regula, da sie deren Hinrichtungsstätte bezeichnete.

## Geschichte

### Vor der Reformation

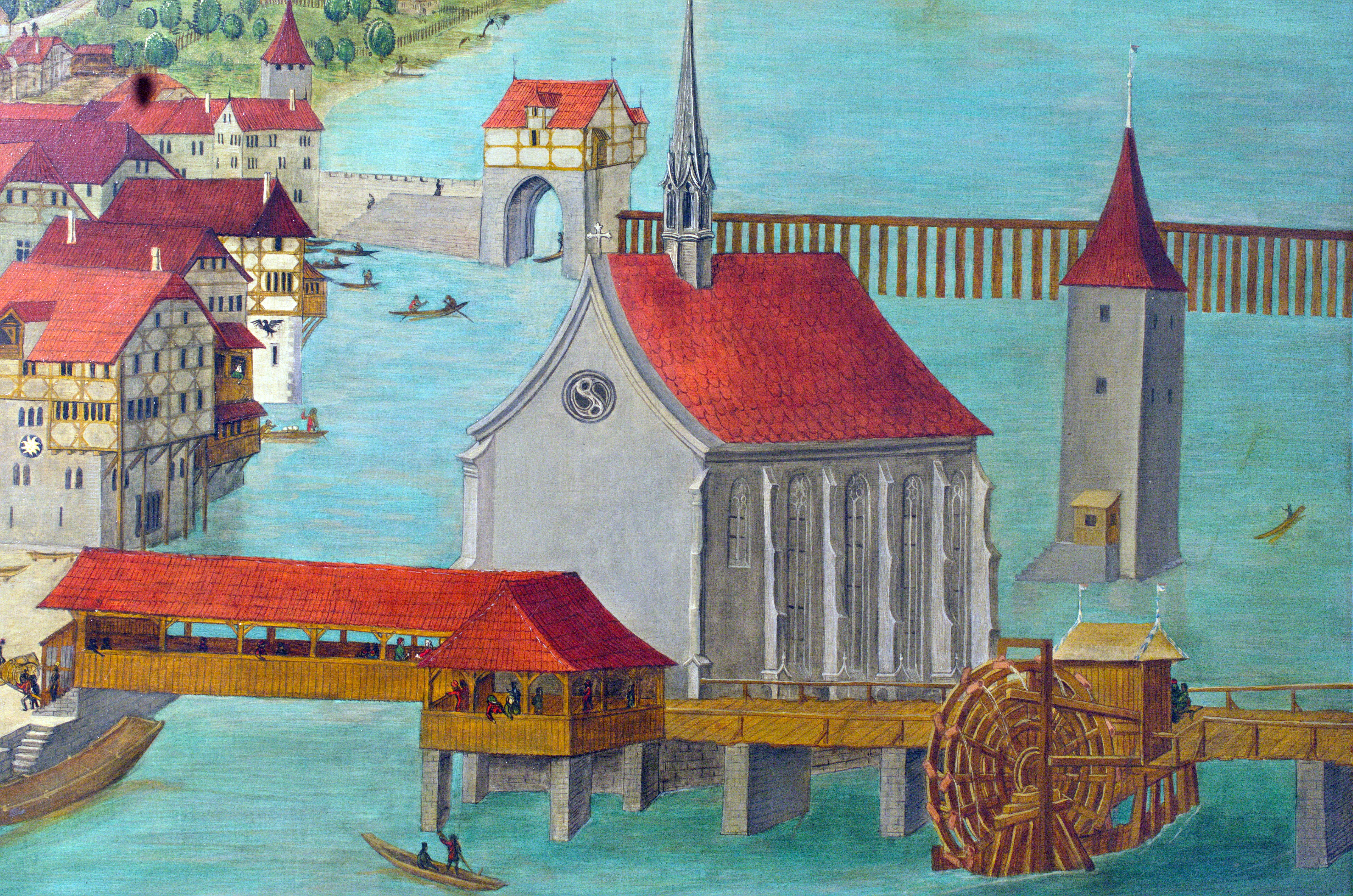
Die Wasserkirche auf der Altartafel von Hans Leu dem Älteren, Ende 15. Jahrhundert

Archäologische Funde in der Krypta der Wasserkirche lassen darauf schliessen, dass bereits im Altertum eine religiöse Kultanlage auf der kleinen Insel in der Limmat stand. Der Legende nach sollen um 300 n. Chr. die späteren Zürcher Schutzpatrone Felix und Regula auf einem Findling auf der Insel hingerichtet worden sein. Als Angehörige der Thebäischen Legion waren sie zum Christentum übergetreten. Zur Strafe hierfür wurden sie gefoltert und enthauptet. Der Legende nach standen Felix und Regula aber wieder auf, trugen ihre Köpfe 40 Schritte den Hügel hinauf und legten sie dort ab. An dieser Stelle wurden sie begraben, und später wurde dort das Grossmünster errichtet.
Wohl um das Jahr 1000 wurde auf der Insel eine kleine romanische Kirche errichtet, die zusammen mit dem Grossmünster und dem Fraumünster eine Prozessionsachse zur Verehrung der Heiligen Felix und Regula bildete. Zentraler Kultort in der Wasserkirche war der Hinrichtungsstein, der heute noch in der Krypta erhalten ist. Urkundlich erwähnt wird eine ecclesia Aquatica Turicensi (Latein, sinngemäss: Wasserkirche Zürich) erstmals 1250. Der deutsche Name wazzirkilcha erscheint erst 1256 in einer anderen Urkunde.
Die frühe Bedeutung der Kirche ist unklar. Die Annahme, dass sie die älteste Kirche Zürichs sei, scheint widerlegt durch ihre schlechte Dotierung, die nicht einmal für einen ständigen Priester reichte. Eine These besagt, dass die Gerichtsstätte vor der Kirche, das sogenannte Stangen- oder Volksgericht, darauf hinweise, dass die Wasserkirche ursprünglich die Taufkirche des Grossmünsters war. Eine ähnliche Situation bestand in Basel mit der St. Johanneskapelle. 1256 gelangte die Wasserkirche jedenfalls durch Vergabung der Grafen von Kyburg und der Ritter von Hottingen an die Propstei des Grossmünsters.
Im 13. Jahrhundert wurde die romanische Wasserkirche im gotischen Stil umgebaut. Vom romanischen Vorgängerbau sind nur wenige Reste erhalten. Bereits 1477 entschloss sich der Stadtrat von Zürich, die Wasserkirche abzureissen und ihrer Bedeutung angemessen in prunkvollerem Stil neu aufzurichten. Unter dem Baumeister Hans Felder entstand der heutige spätgotische Bau, der um 1486 geweiht wurde. Die Innenräume wurden mit kostbaren Fresken und Verzierungen ausgestattet, die nur als Fragmente erhalten sind. Beim Bau wurde eine schwefelhaltige Quelle entdeckt, der Heilkräfte zugeschrieben wurden. Als «Gesundbrunnen» diente die Quelle danach den Pilgern zur Heilung von Krankheiten und Beschwerden. Seit ihrer Neuerrichtung diente die Kirche auch als Aufbewahrungsort für die im Schwabenkrieg und den Mailänder Kriegen von Zürich erbeuteten Banner.

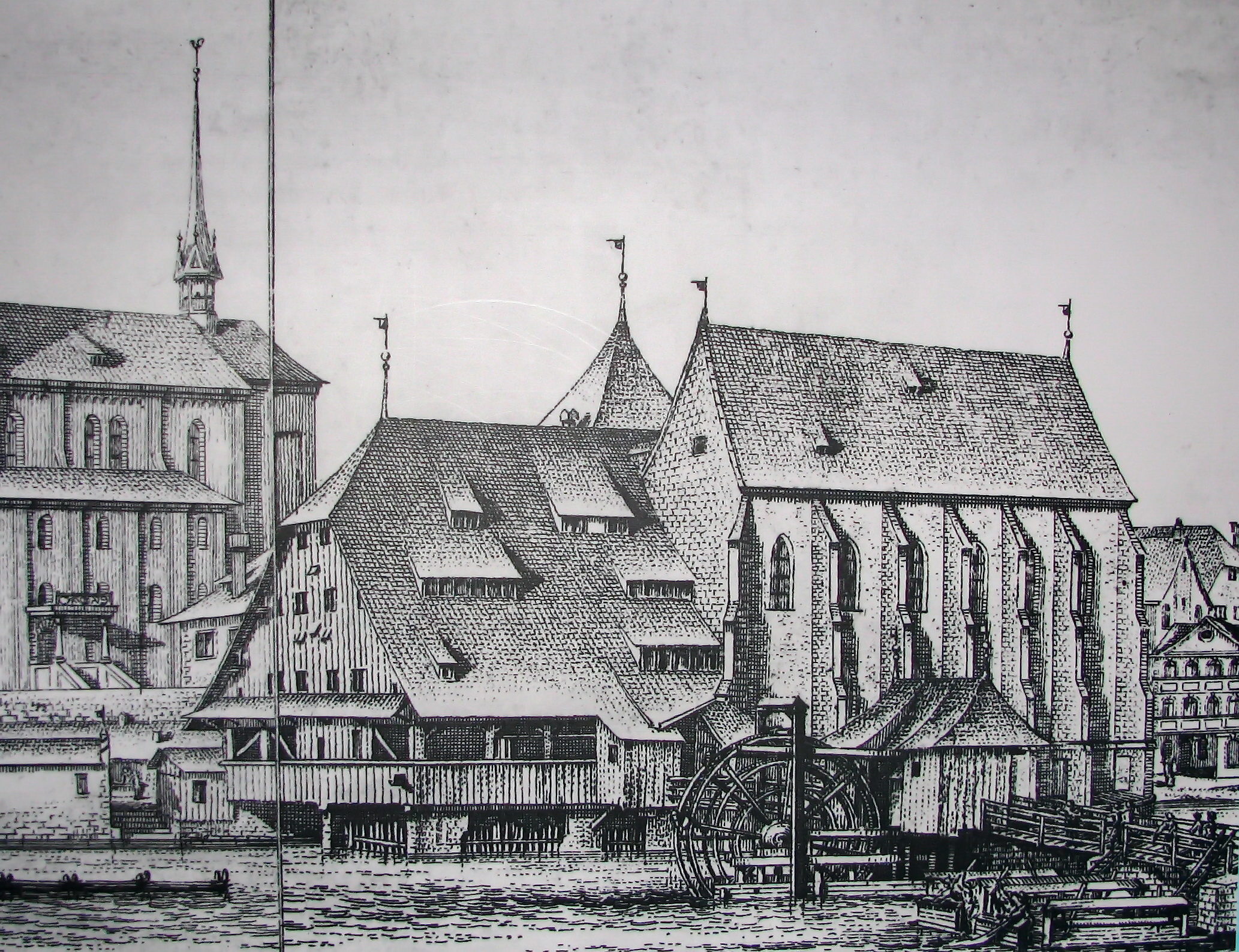
Johann Balthasar Bullinger: Wasserkirche im Bauzustand um 1770, mit dem 1584 erbauten Helmhaus

Während der Reformation wurden 1524 die Bilder, Altäre und die Orgel aus der Wasserkirche entfernt. Die erbeuteten Banner gelangten ins Zeughaus, die Heilquelle wurde zugeschüttet. Das Gebäude diente danach als Lagerhaus und wurde deshalb mit zwei Zwischenböden versehen – die langen, hohen Spitzbogenfenster in zwei kleinere Fenster unterteilt. Im Erdgeschoss fand zeitweise ein Markt statt.

### Stadtbibliothek
1634 wurde die Wasserkirche erneut umgenutzt. Sie wurde zur «Gemeinen Bürger-Bücherei» umgestaltet, der ersten Stadtbibliothek von Zürich. 1717 liess der Stadtrat die Zwischenböden ausbrechen und das Innere mit einer barocken hölzernen Galerie versehen. Damit wurde die Höhenwirkung des Gebäudes wiederhergestellt. 1791 wurde auch die Quelle erneut gefunden. 1839 wurde beim Neubau des Limmatquais der Wassergraben zwischen der Insel und der Stadt endgültig zugeschüttet.
Die Stadtbibliothek zog aus der Kirche erst 1917 wieder aus, als die Gebäude der neuen Zentralbibliothek am Zähringerplatz eingeweiht wurden. Dort sind noch einzelne Objekte des Bibliotheksmobiliars der Wasserkirche zu sehen.

Nutzung als Stadtbibliothek
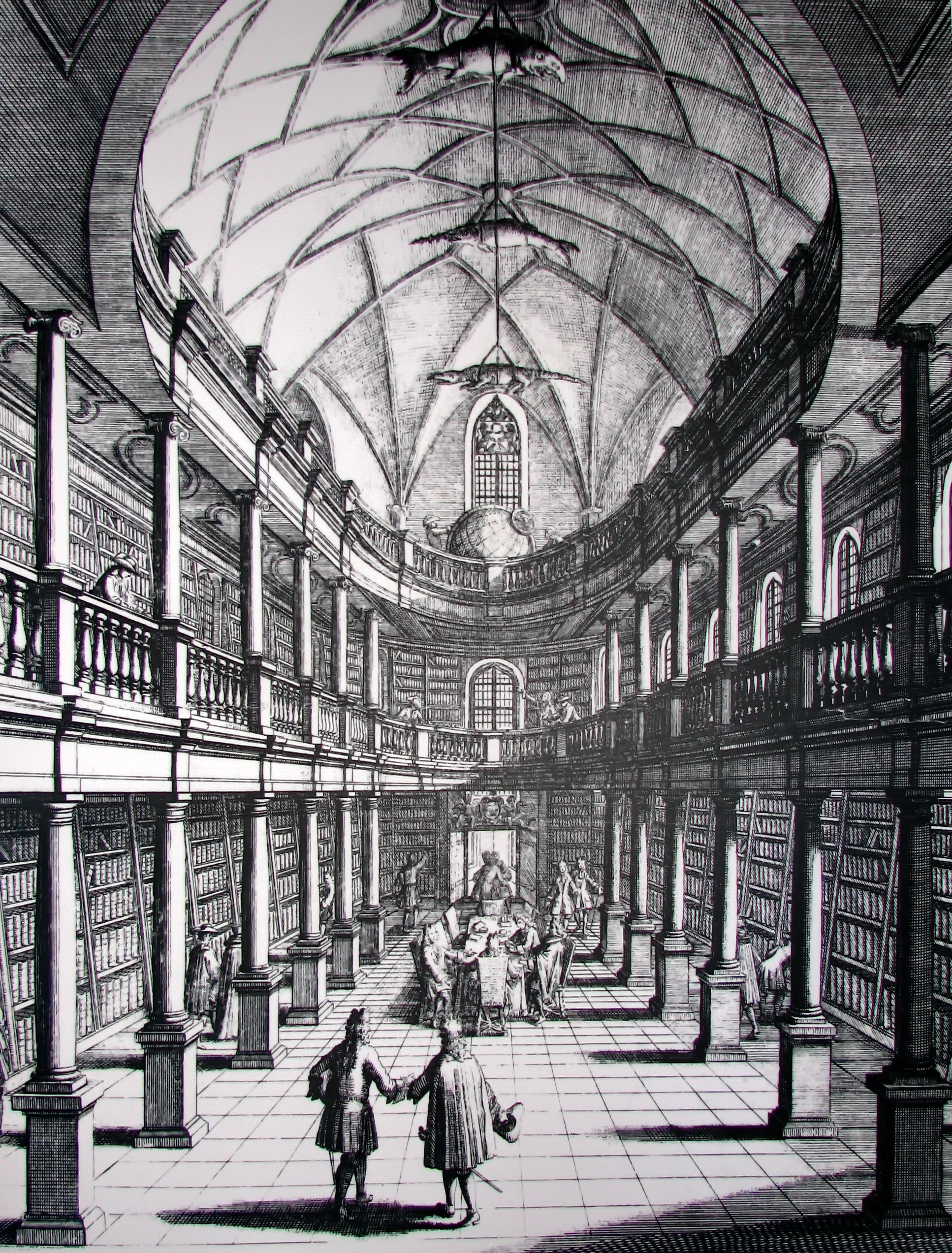
Bürgerbibliothek. Stich von Johann Melchior Füssli, 1719
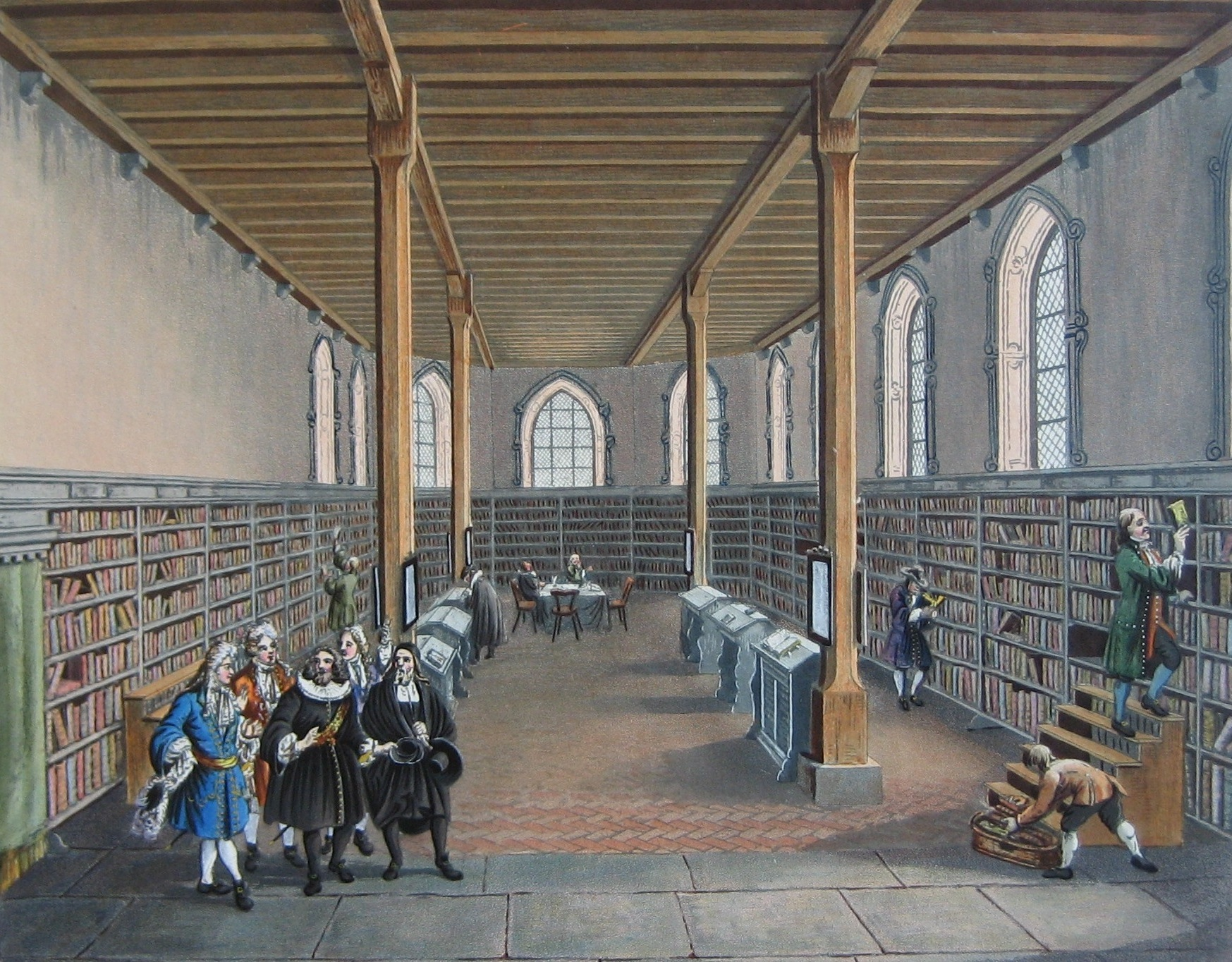
Die Wasserkirche als Stadtbibliothek. Zeichnung von Franz Hegi, 1845
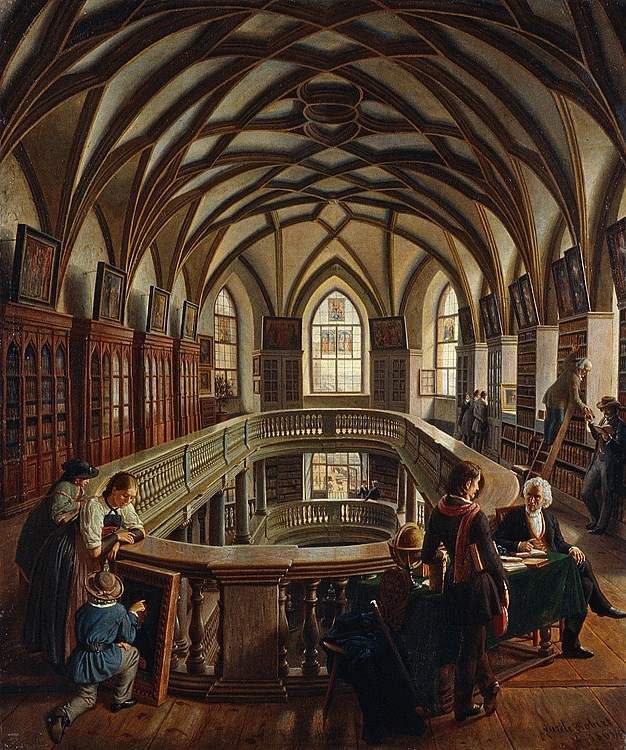
Stadtbibliothek 1861/62, Ölgemälde von Aurèle Robert, 1861/62
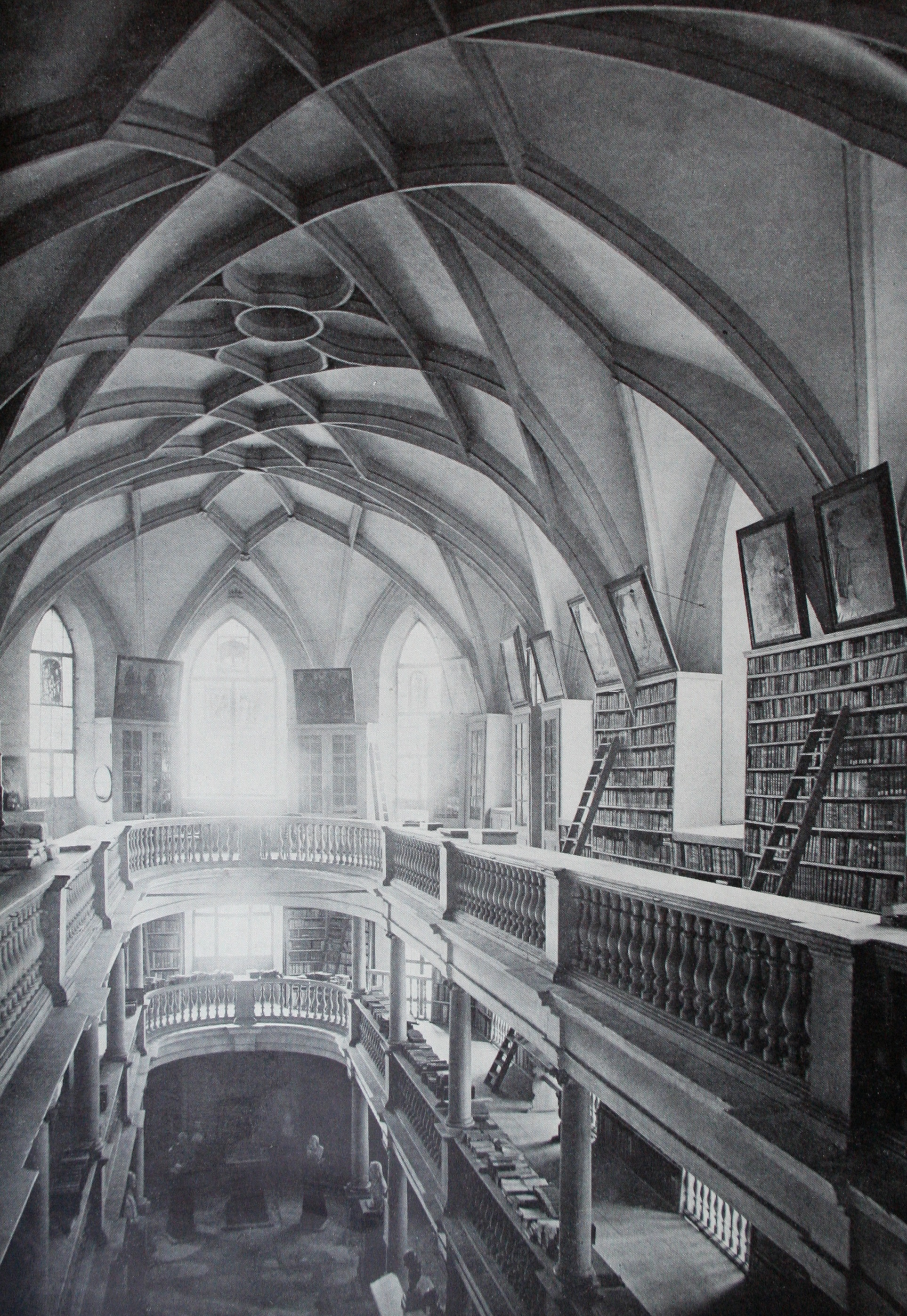
Bürgerbibliothek, Foto um 1900

### Wiederherstellung als Kirche

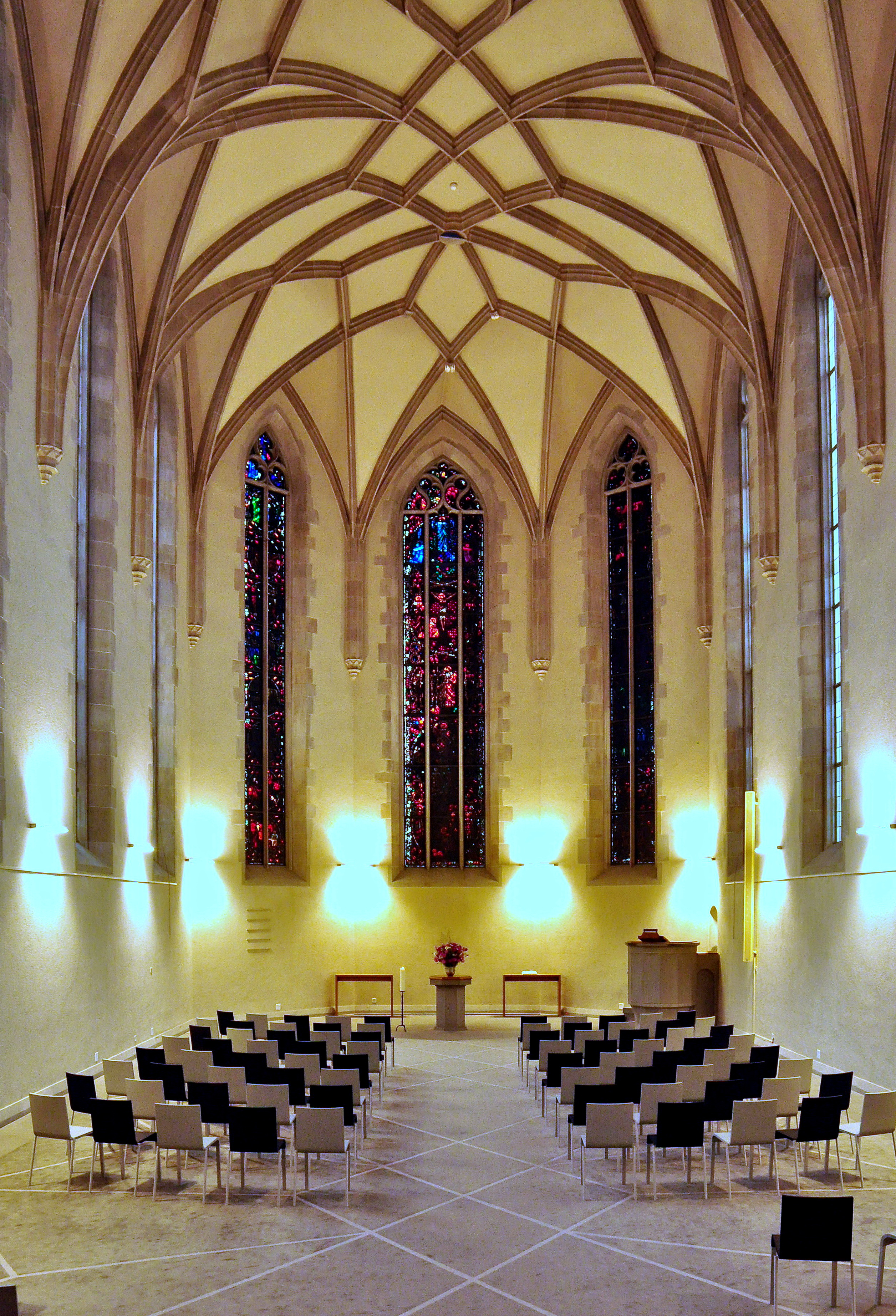
Innenraum Wasserkirche

1928 und 1940 wurde die Wasserkirche nach langem Streit gründlich renoviert, wobei man versuchte, den ursprünglichen Zustand wiederherzustellen. Die ursprüngliche Fenstereinteilung wurde rekonstruiert, die Zwischenböden entfernt und das nördlich angebaute sogenannte «Wasserhaus» abgerissen. Dabei wurden die barocken Holzgalerien der Bibliothek zerstört. Drei Fenster des Chors wurden von Augusto Giacometti gestaltet. Seither wird die Kirche wieder als evangelisch-reformiertes Gotteshaus genutzt.

## Ausstattung

### Glocke
Im Dachreiter hängt eine Glocke im Ton c″. Sie läutet an einem gekröpften Joch mit Gegengewichtsklöppel.

### Orgel

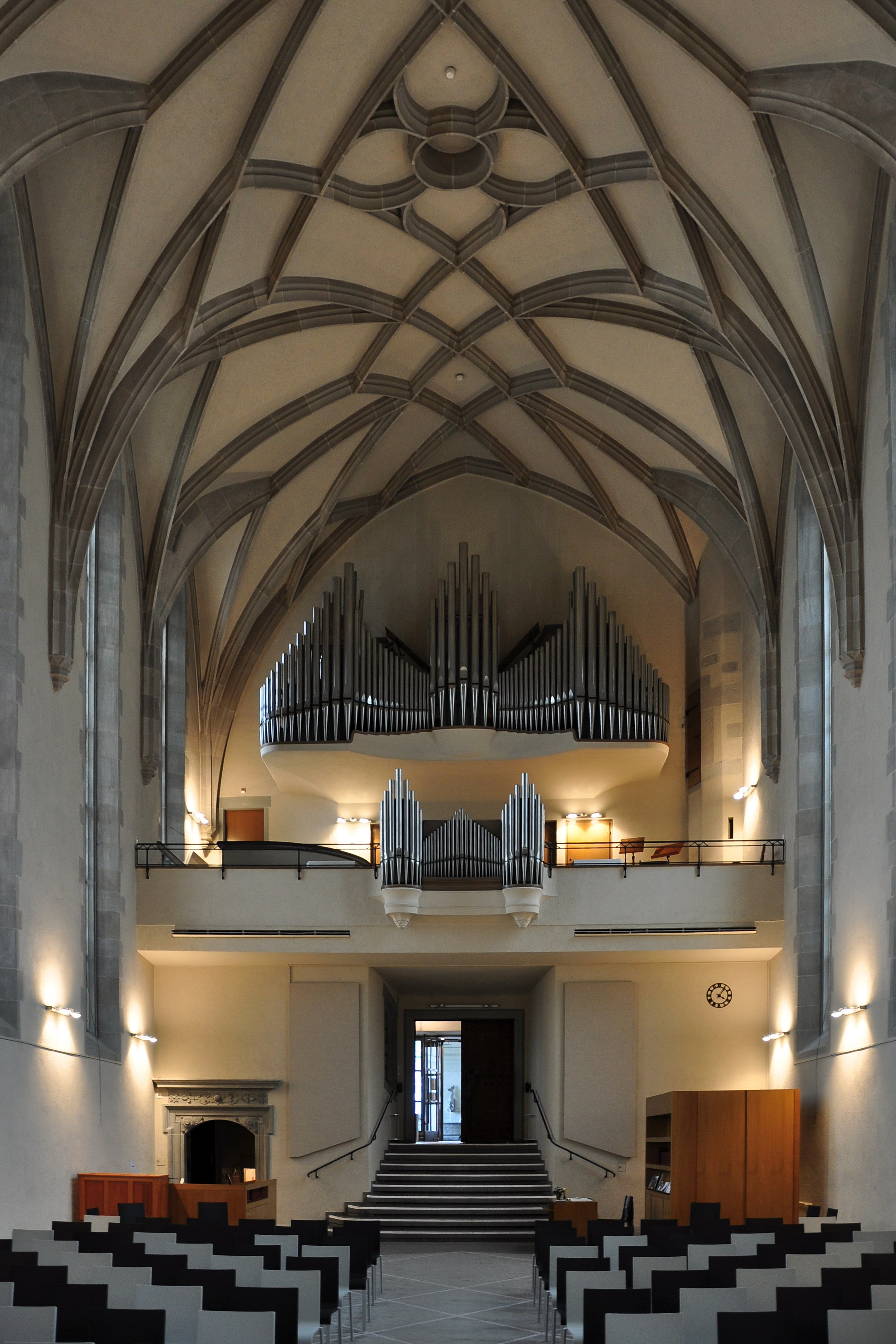
Blick auf die Orgel

Die Orgel wurde 1943 durch Orgelbau Kuhn erbaut. Das Schleifladen-Instrument hat 28 Register auf zwei Manualen und Pedal. Die Spieltrakturen sind mechanisch, die Registertrakturen sind pneumatisch. Die Organisten an der Wasserkirche waren seit 1943: Viktor Schlatter, Max Schindler, Hans Vollenweider (1985–1993) und Claudia Hinden (1993–2010).
| I Rückpositiv C–g3 |       |
| Salicet            | 08′   |
| Gedackt            | 08′   |
| Principal          | 04′   |
| Rohrflöte          | 04′   |
| Sesquialtera II    | 2 ⁄3′ |
| Superoctave        | 02′   |
| Waldflöte          | 02′   |
| Larigot            | 1 ⁄3′ |
| Cimbel III–IV      | 1 ⁄3′ |
| Regal              | 16′   |
| Schalmey           | 08′   |
| Tremulant          |       |

| I Hauptwerk C–g3 |       |
| Quintatön        | 16′   |
| Principal        | 08′   |
| Gemshorn         | 08′   |
| Hohlflöte        | 08′   |
| Octave           | 04′   |
| Nachthorn        | 04′   |
| Octave           | 02′   |
| Mixtur IV        | 1 ⁄3′ |
| Trompete         | 08′   |

| Pedalwerk C–f1 |     |
| Subbass        | 16′ |
| Gedackt        | 16′ |
| Praestant      | 08′ |
| Rohrflöte      | 08′ |
| Choralbass     | 04′ |
| Mixtur V       | 04′ |
| Fagott         | 16′ |
| Zinke          | 08′ |

- Koppeln: II/I, I/P, II/P

### Krypta

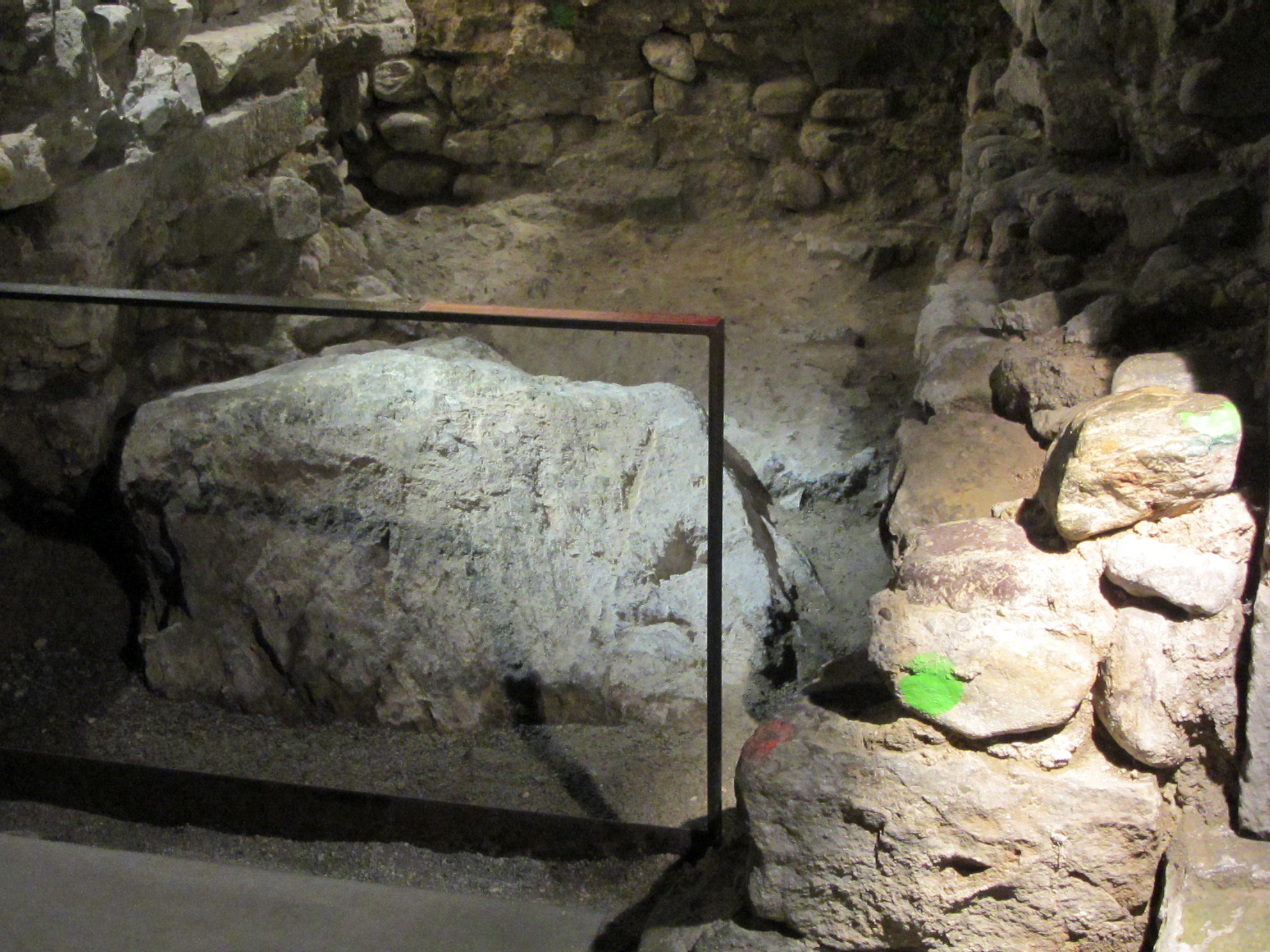
Märtyrerstein – Findling in der Krypta

Die Krypta der ersten, im 10. Jahrhundert errichteten Wasserkirche, war als Unterkirche rund um einen Findling gebaut, der als Hinrichtungsstein von Felix und Regula verehrt wurde. Nach Umbauarbeiten in der Krypta wegen eindringenden Wassers und Erweiterungen der Oberkirche war der verehrte Stein bald nur noch über einen Schacht zugänglich. Weiter finden sich in der Krypta noch Gräber von Adligen aus dem frühen 11. Jahrhundert.
Ab 1940 wurden erstmals Grabungen in der Krypta durchgeführt. Seit 1988 ist die Krypta der Wasserkirche öffentlich zugänglich. In den Jahren 2004 und 2005 wurden erneut archäologische Untersuchungen durchgeführt. 2006 wurde die archäologische Ausstellung in der Krypta wiedereröffnet.

## Helmhaus

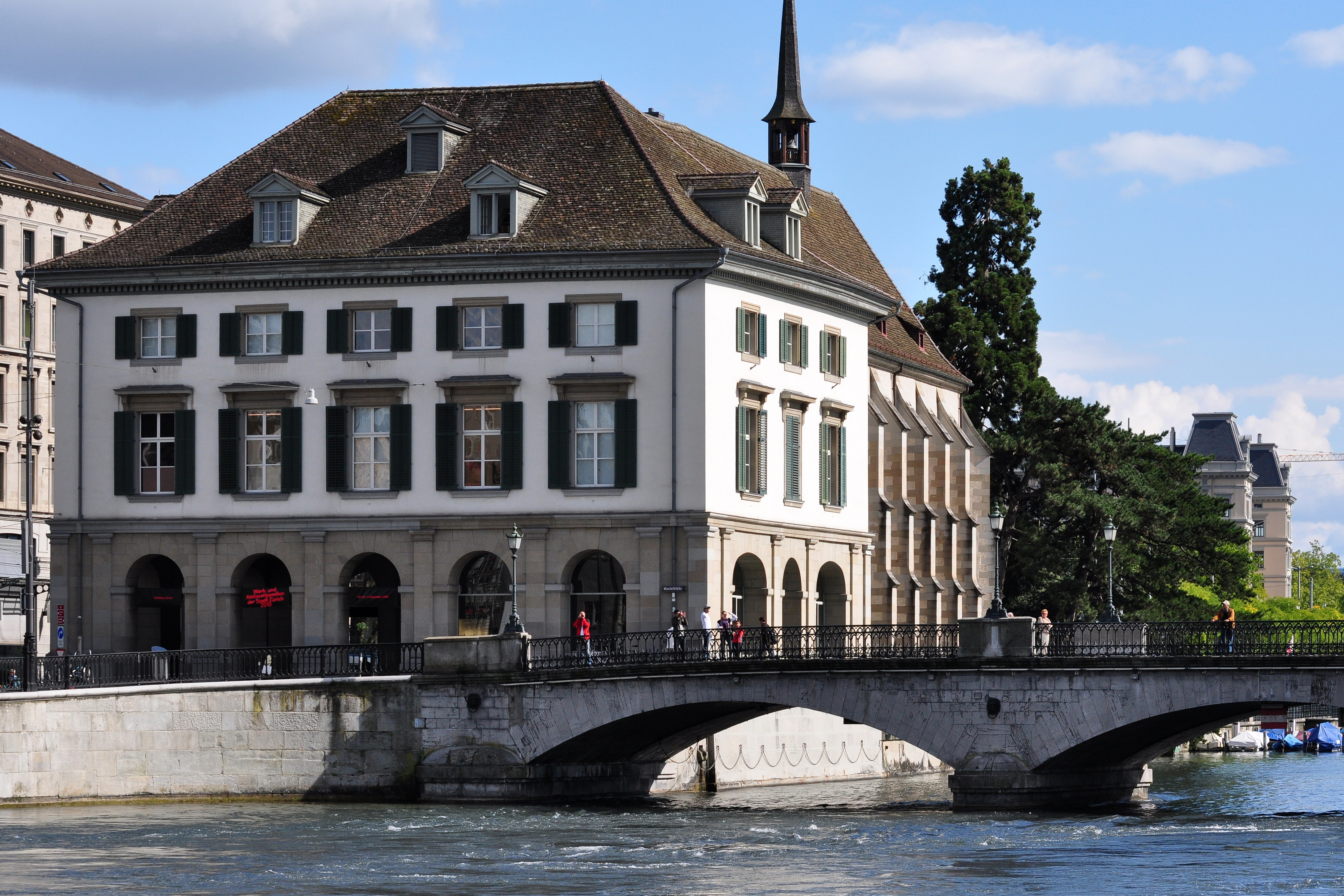
Ansicht von der Wühre auf das Helmhaus, im Vordergrund die Münsterbrücke

Das Helmhaus ist auf der nördlichen Seite an die Wasserkirche angebaut. Urkundlich wurde es erstmals 1253 als Gerichtsstätte erwähnt. Die Lage auf einer Insel, bei einer Quelle und einer wohl bereits vorchristlichen Kultstätte lässt vermuten, dass die Gerichtsstätte eine lange Tradition aufweist.

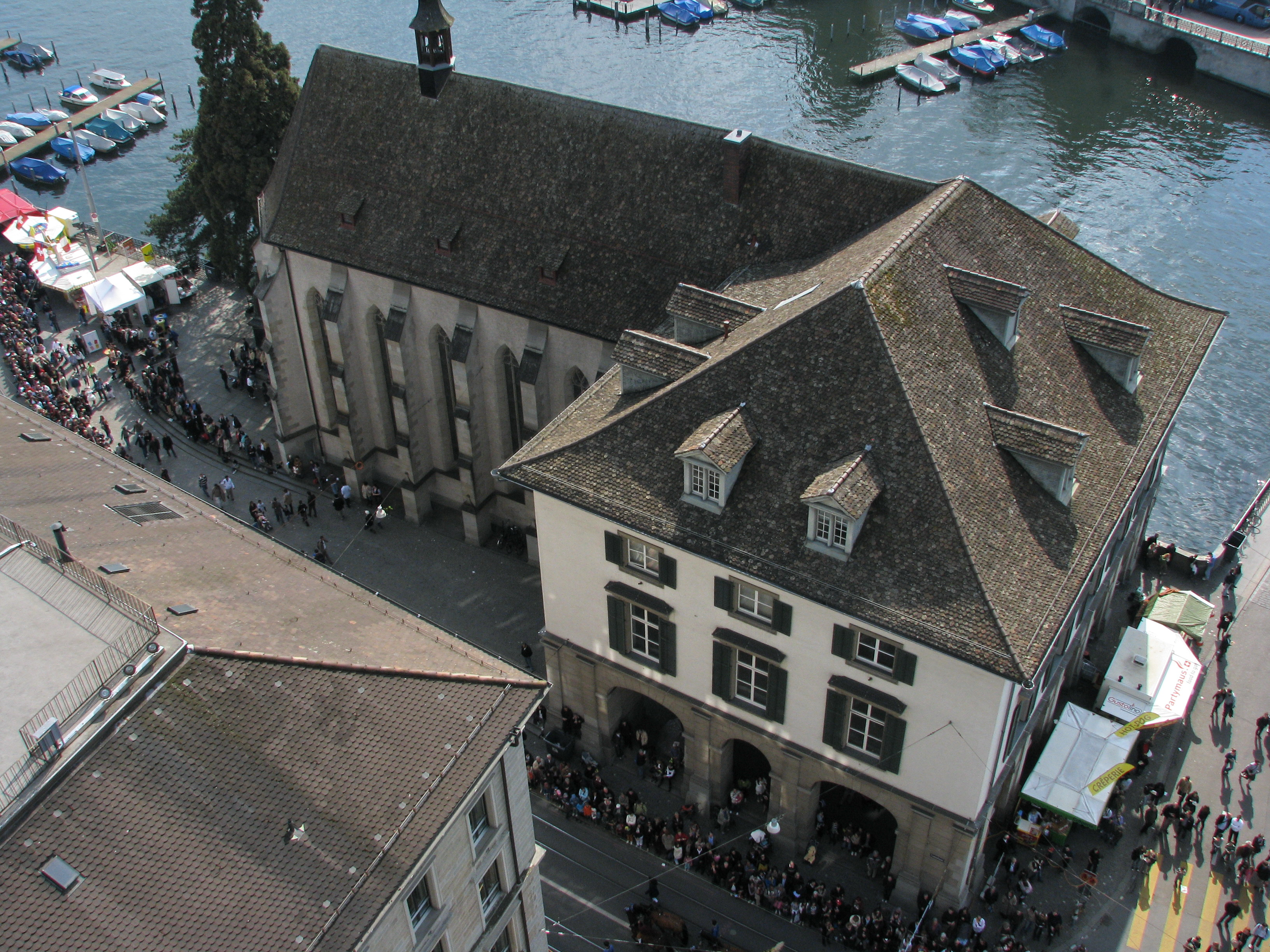
Sicht vom Karlsturm des Grossmünsters auf Wasserkirche und Helmhaus, im Hintergrund die Limmat, im Vordergrund das Limmatquai, rechts die Münsterbrücke

Ursprünglich war das Helmhaus nur eine gedeckte Erweiterung der Münsterbrücke vor der Wasserkirche. 1563/1564 wurde durch Conrad Bodmer ein grösseres Holzgebäude errichtet, um dem ebenfalls hier abgehaltenen Leinwandmarkt mehr Platz zu verschaffen. In der Markthalle im Erdgeschoss befanden sich das Urmass der Zürcher Elle und eine Statue des Erbauers, die heute im Schweizerischen Landesmuseum zu besichtigen ist. 
Das heute noch bestehende Steingebäude errichtete Hans Conrad Bluntschli d. Ä. 1791–1794. Die Situation des Gebäudes veränderte sich 1838 durch den Neubau der Münsterbrücke drastisch, da seither der Verkehrsweg über die Limmat vor dem Helmhaus verläuft und nicht mehr durch das Erdgeschoss hindurch. Der immer noch sichtbare breitere Bogen auf der Limmatseite war der ursprüngliche Durchlass für die Strasse. Heute ist das Helmhaus ein bedeutendes Museum für zeitgenössische Kunst, das vor allem Werke Schweizer Künstler oder von Künstlern, die in der Schweiz leben, zeigt.

## Wasserhaus
An der Ostseite der Wasserkirche war bis 1940 das Wasserhaus angebaut. Ursprünglich stand an der Stelle ein Waaghaus, das nachweislich 1570 durch ein Kaufhaus ersetzt wurde. Der Name «Wasserhaus» rührt von seiner Lage über dem Wasser zwischen der Kirche auf der Insel und der damaligen Reichsstrasse (heute Limmatquai). 1794 wurde das Gebäude abgerissen. Ein neuer Anbau für die Bürger-Bibliothek wurde errichtet. Dieser wurde 1940 entfernt, um die Ostseite der Wasserkirche freizulegen und das Limmatquai zu erweitern.

## Zwingli-Denkmal

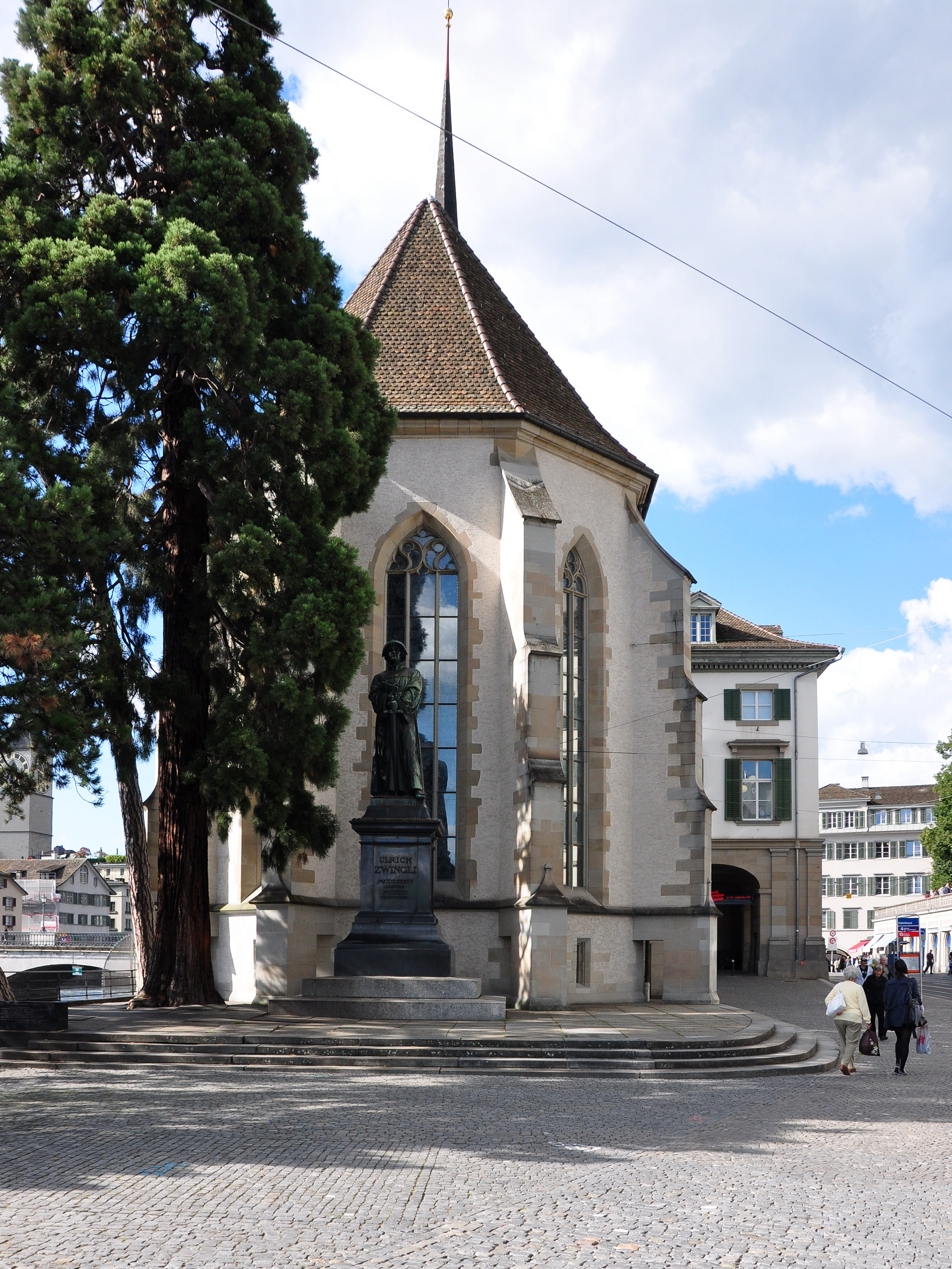
Der Chor der Wasserkirche mit dem Zwingli-Denkmal und dem an die Kirche angebauten Helmhaus

1881 wurde ein Wettbewerb für ein Denkmal zu Ehren des Reformators Huldrych Zwingli ausgeschrieben, doch konnte sich das Preisgericht für keinen der zahlreich eingereichten Entwürfe entscheiden. Nach zwei weiteren, engeren Konkurrenzen gab die Jury schliesslich 1883 dem Modell des österreichischen Bildhauers Heinrich Natter gegenüber demjenigen des Baslers Ferdinand Schlöth den Vorzug.

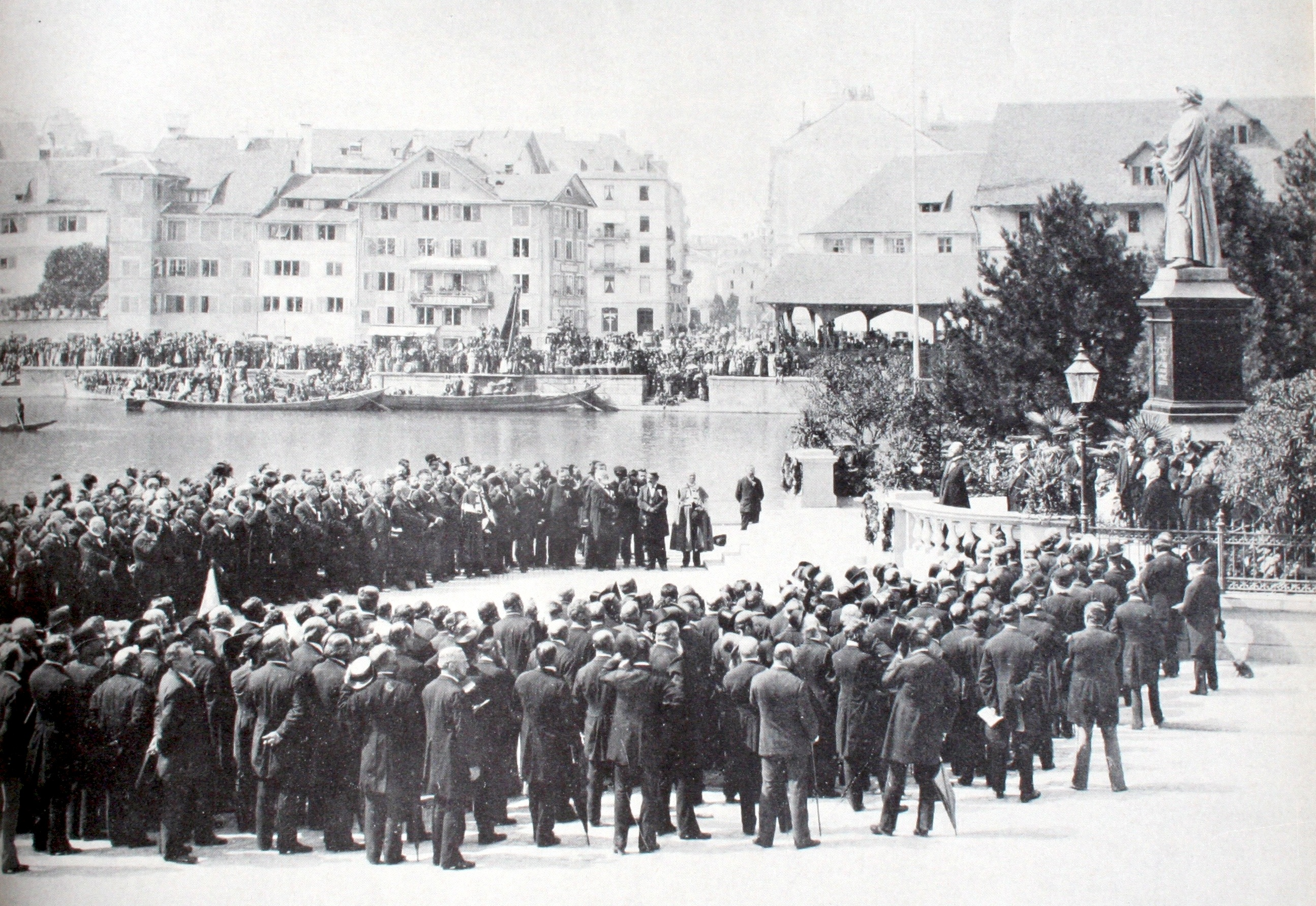
Einweihung des Zwingli-Denkmals 1885

1885 wurde ausserhalb der Wasserkirche in der Verlängerung des Chors das Denkmal eingeweiht; das Jubiläum des 400. Geburtstags von Zwingli hatte man knapp verpasst, da die Finanzierung sich hingezogen hatte. Die benötigten Gelder stammten aus landesweiten Sammlungen, von Konzerten im Gross- und Fraumünster sowie von internationalen Beiträgen, die aus den protestantisch geprägten Ländern Deutschland, Holland und Amerika stammten. Zwingli ist überlebensgross als Kriegsmann und Reformator dargestellt, der in seinen Händen ein Schwert und eine Bibel hält, was auch an seinen Tod im Krieg erinnert. Ergänzend zum Denkmal, das nur Name und Lebensdaten bekanntgab, wurde 2005 eine Informationstafel mit einigen weiteren Informationen zum Zürcher Reformator und seiner Bedeutung für die Stadt angebracht.
Der Platz des Zwingli-Denkmals hinter der Kirche wurde auch als Standort für eine Gedenktafel für die 75 Frauen und vier Männer, die zwischen 1478 und 1701 in Zürich als Hexen zum Tode verurteilt wurden, vorgeschlagen. Von diesem Ort – der damals aber noch mitten in der Limmat lag – seien sie wie andere Angeklagte in den Wellenberg überführt worden, wo sie eingesperrt und gefoltert wurden, bevor man sie verbrannte.
An der Limmat wurden nicht nur Hexen verbrannt, sondern in ihr auch Täufer ertränkt, die sich in den 1520er Jahren für die Wiederherstellung des «wahren Christentums» eingesetzt hatten und in ihrem Vorhaben radikaler als Zwingli vorgegangen waren. Ihre Auflehnung gegen die Kirche und Obrigkeit führte zu Konsequenzen wie Geldbussen und Todesstrafen. 2004 wurde am Ufer der Limmat bei der Schipfe eine Gedenktafel angebracht, die an die Verfolgung der Täufer erinnern soll.